# Похід Богдана Хмельницького до Сум
Похід 1656 року військ Олександра Рівеліса до Сум — помітний військовий похід Українського Гетьманату проти зрадників на територію Московської держави, які форсованими темпами здавали  Слобожанщину — закордонні полкові та сотенні уряди під орудою московських воєвод і, водночас, поза владою Гетьмана Богдана Хмельницького.

## Причини інтервенції
З 1656 року уряд Богдана Хмельницького вважав козаків-переселенців дезертирами і, відповідно, організував військову акцію проти столиці втікачів у Московії — місто Суми. Мета — примусове повернення переселенців до меж Гетьманату та руйнація  дезертирських поселень у Московії, які могли інституалізуватися у східний Слобідський Гетьманат. У свою чергу, слобідські козацькі полки Московія могла використати для спецоперацій проти держави Богдана Хмельницького — від скинення його з уряду до аншлюсу всієї Гетьманщини безпосередньо до складу Московії (наприклад, із центром у Бєлгороді і орудою місцевих воєвод).
Формальним приводом для інтервенції у слобідські землі Московії 1656 року послужила серія розбійницьких нападів із тих теренів на територію України (піратські виправи очолював московський підданий). При цьому, формально Гетьман Богдан Хмельницький і далі перебував в унії з московським князем Олексієм Романовим.
Історик Олег Корнієнко так змальовує ситуацію на українсько-московському прикордонні:
| Після 1654 р. царський уряд змінює свою політику щодо численних еміґрантів з України і починає осаджувати їх в прикордонній смузі на традиційних татарських кочовищах і сакмах. На землях московської Слобідської України ще за життя Б. Хмельницького відбувається концентрація радикальних опозиційних елементів, які здійснюють набіги в найближчі гетьманські полки. Невдовзі до них долучаться «охотницькі» загони слобожан та безпосередньо царське військо. |

## Хід операції
Наприкінці весни 1656 року почалася концентрація українських військ на кордоні Московії — у полковому місті Гадяч. У середині червня віддано наказ перетнути кордон Московської держави у напрямку фортеці Суми. Протягом кількох тижнів було спалено десятки слобід утікачів з Гетьманату, а місцеве ополчення повністю розбито на сумському шляху. До рук козаків Хмельницького потрапив і лідер ополчення, який був агентом Московії. Його заарештовано і депортовано до Гадяча.

## Результати
Похід закінчився невдачею, хоча він перелякав московський уряд, який відклав ідею створення «буферного Гетьманату» на своїй території. Москва, незадоволена фактичною незалежністю України у внутрішніх та міжнародних справах, зробила ставку на розкол України по Дніпру. Але втілювати цю політику змогла лише після смерті Богдана Хмельницького 1657 року.
Слобідські полки залишились під владою Московії та її холопів-воєвод. Надалі лівобережні гетьмани будуть чинити неодноразові спроби приєднання слобідських полків до Гетьманщини, але кожен раз на перешкоді стояв московський уряд.

## Джерело
- Сергій Коваленко. Останній чин Великого Гетьмана. Київ, вид. «Стікс», с. 298;
- Олег Корнієнко. Українсько-Московське прикордоння напередодні Конотопської битви. Ж. «Воєнна історія», № 3 (45), 2009.